# ガイウス・ナウティウス・ルティルス (紀元前287年の執政官)
ガイウス・ナウティウス・ルティルス（ラテン語: Gaius Nautius Rutilus 、生没年不明）は紀元前3世紀初頭の共和政ローマの政治家。紀元前287年に執政官（コンスル）を務めた。

## 出自
ルティルスはパトリキ（貴族）であるナウティウス氏族の出身である。父は、紀元前316年の執政官スプリウス・ナウティウス・ルティルスと思われる。ナウティウス氏族からはルティルス含め5人の執政官が出ているが、ルティルスが最後である。おそらく紀元前256年の執政官マルクス・アティリウス・レグルスのトリブヌス・ミリトゥム（高級幕僚）であったナウティウスはルティルスの息子であるが、カルタゴとの海戦を拒否した。この臆病さが家名を傷つけたと思われる。

## 経歴
紀元前287年、ルティルスは執政官に就任。同僚執政官はマルクス・クラウディウス・マルケッルスであった。ティトゥス・リウィウスの『ローマ建国史』のこの部分は本文が欠落しており、要約にもマルケッルスのことは触れられていない。この年にはプレブスの債務問題が深刻となり、それを解決するためにクィントゥス・ホルテンシウスが独裁官に選ばれた。ホルテンシウスはホルテンシウス法を制定し、パトリキ（貴族）とプレブス（平民）の法的な平等が実現され、両身分の間で200年間続いた身分闘争は終結した。

## 参考資料
- ティトゥス・リウィウス『ローマ建国史』
- フロルス『700年全戦役略記』
- Broughton, T. Robert S. (1951). The Magistrates of the Roman Republic . Volume I, 509 BC - 100 BC (in English). I, number XV. New York: The American Philological Association.
- Bruno Bleckmann , Die römische Nobilität im Ersten Punischen Krieg. Untersuchungen zur aristokratischen Konkurrenz in der Republik. Akademie Verlag, Berlin 2002, ISBN 3-05-003738-5